# 京都府道114号七条大宮四ツ塚線
京都府道114号七条大宮四ツ塚線（きょうとふどう114ごう しちじょうおおみやよつづかせん）は、京都府京都市下京区から京都市南区に至る一般府道である。

## 概要
京都市下京区御器屋町から京都市南区四ツ塚町に至る。別名、大宮通 - 九条通。

### 路線データ
- 起点：京都市下京区御器屋町（大宮七条交差点、京都府道113号梅津東山七条線交点）
- 終点：京都市南区四ツ塚町（京阪国道口交差点、国道1号上、国道171号・京都府道・大阪府道13号京都守口線起点、大阪府道・京都府道14号大阪高槻京都線・京都府道143号四ノ宮四ツ塚線終点）

## 路線状況

### 重複区間
- 国道1号・京都府道143号四ノ宮四ツ塚線（京都市南区九条町・九条大宮交差点 - 京都市南区四ツ塚町・京阪国道口交差点（終点））

## 地理

### 通過する自治体
- 京都市（下京区 - 南区）

### 交差する道路
| 交差する道路 | 市町村名 | 市町村名 | 交差する場所 | 交差する場所            |
| --- | -------- | -------- | ------------ | ----------------------- |
| 京都府道113号梅津東山七条線 / 七条通 | 京都市   | 下京区   | 御器屋町     | 大宮七条交差点 / 起点   |
| 国道1号 / 九条通 重複区間起点 京都府道143号四ノ宮四ツ塚線 重複区間起点                                                                                          | 京都市   | 南区     | 九条町       | 九条大宮交差点          |
| 国道1号 / 九条通 重複区間終点 国道171号 / 九条通 京都府道・大阪府道13号京都守口線 大阪府道・京都府道14号大阪高槻京都線 京都府道143号四ノ宮四ツ塚線 重複区間終点 | 京都市   | 南区     | 四ツ塚町     | 京阪国道口交差点 / 終点 |

### 交差する鉄道
- 山陰本線
- 東海道本線
- 東海道新幹線

### 沿線
- 龍谷大学付属平安中学校・高等学校
- 龍谷大学 大宮学舎
- 西本願寺
- みずほ銀行 七条支店
- 京都銀行 七条支店
- 梅小路公園
- 京都市立梅逕中学校
- 洛南高等学校・附属中学校
- 京都八条郵便局
- 教王護国寺（東寺＝世界遺産）
- 京都市立九条中学校
- 京都銀行 九条支店
- 京都中央信用金庫 東寺支店
- 三菱UFJ銀行 東寺支店